# 1960–1961 az angol labdarúgásban
Az 1960–1961-es szezon az angol labdarúgás 81. szezonja volt.

## Áttekintés
Ez a szezon az angol labdarúgás történetében egyfajta mérföldkő volt, ugyanis ebben a szezonban a Tottenham Hotspur lett az első olyan klub a 20. században, amelynek sikerült a "duplázás", vagyis a bajnokság és az FA-kupa megnyerése is. Az első csapat, amely valaha duplázott, a Preston North End FC volt. Ironikus, hogy a klub ebben az idényben az utolsó helyre került a tabellán, ezzel kiesett az élvonalból, és a mai napig nem is került vissza. Az 1960-61-es szezon az utolsó, amelyikben a Tottenham Hotspur bajnokságot nyert.
A Portsmouth lett az első olyan klub, amely korábbi bajnokcsapatként kiesett a harmadosztályba.

### FA-kupa
Az 1961-es döntőben a Tottenham Hotspur 2–0-ra győzte le a Leicester City-t, ezzel, története során harmadszor, elhódította a kupát.

### Ligakupa
Az 1960–61-es ligakupa volt az angol ligakupa első szezonja. A kiírást az Aston Villa nyerte, akik a kétmérkőzéses döntőben hosszabbítás után 3–2-es összesítéssel győzték le a Rotherham Unitedet. Habár az első szezon nyertesének az Aston Villát nevezték ki, a döntő mindkét mérkőzését elhalasztották, az 1961-62-es szezon kezdetéig. Az Aston Villa végül 1961. szeptember 5-én kapta meg a serleget.

## Események
1961. április 17.: a Tottenham Hotspur elnyerte a Football League First Division bajnoki címét, miután hazai pályán 2–1-re nyert a Sheffield Wednesday ellen.
1961. május 6.: a Tottenham Hotspur 2-0-ra legyőzte a Leicester City-t az FA-kupa döntőjében a Wembley Stadionban. Ezzel ők lettek a 20. század első csapata, akik dupláztak.
1961. június: Denis Law elhagyta a Manchester City-t az olasz Torino csapatáért 100 000 font ellenében. Ez rekord összegnek számított brit játékosért.

## Díjak
Football Writers' Association
- Az Év Labdarúgója – Danny Blanchflower (Tottenham Hotspur)

Gólkirály
- Jimmy Greaves, (Chelsea), 41 góllal

## Sikerek
| Kiírás            | Győztes                                        | Ezüstérmes                                     |
| ----------------- | ---------------------------------------------- | ---------------------------------------------- |
| First Division    | Tottenham Hotspur (2)                          | Sheffield Wednesday                            |
| Second Division   | Ipswich Town                                   | Sheffield United                               |
| Third Division    | Bury                                           | Walsall                                        |
| Fourth Division   | Peterborough United                            | Crystal Palace                                 |
| FA-kupa           | Tottenham Hotspur (3)                          | Leicester City                                 |
| Ligakupa          | Aston Villa (1)                                | Rotherham United                               |
| Charity Shield    | Burnley és Wolverhampton Wanderers (megosztva) | Burnley és Wolverhampton Wanderers (megosztva) |
| Home Championship | Anglia                                         | Wales                                          |

Jegyzet = A számok zárójelben azt jelzik, hányszor nyerte meg az adott kupát a csapat.

## Bajnokságok

### First Division
|    |                         | M  | GY | D  | V  | LG  | KG  | GA    | Pont |
| -- | ----------------------- | -- | -- | -- | -- | --- | --- | ----- | ---- |
| 1  | Tottenham Hotspur       | 42 | 31 | 4  | 7  | 115 | 55  | 2.091 | 66   |
| 2  | Sheffield Wednesday     | 42 | 23 | 12 | 7  | 78  | 47  | 1.660 | 58   |
| 3  | Wolverhampton Wanderers | 42 | 25 | 7  | 10 | 103 | 75  | 1.373 | 57   |
| 4  | Burnley                 | 42 | 22 | 7  | 13 | 102 | 77  | 1.325 | 51   |
| 5  | Everton                 | 42 | 22 | 6  | 14 | 87  | 69  | 1.261 | 50   |
| 6  | Leicester City          | 42 | 18 | 9  | 15 | 87  | 70  | 1.243 | 45   |
| 7  | Manchester United       | 42 | 18 | 9  | 15 | 88  | 76  | 1.158 | 45   |
| 8  | Blackburn Rovers        | 42 | 15 | 13 | 14 | 77  | 76  | 1.013 | 43   |
| 9  | Aston Villa             | 42 | 17 | 9  | 16 | 78  | 77  | 1.013 | 43   |
| 10 | West Bromwich Albion    | 42 | 18 | 5  | 19 | 67  | 71  | 0.944 | 41   |
| 11 | Arsenal                 | 42 | 15 | 11 | 16 | 77  | 85  | 0.906 | 41   |
| 12 | Chelsea                 | 42 | 15 | 7  | 20 | 98  | 100 | 0.980 | 37   |
| 13 | Manchester City         | 42 | 13 | 11 | 18 | 79  | 90  | 0.878 | 37   |
| 14 | Nottingham Forest       | 42 | 14 | 9  | 19 | 62  | 78  | 0.795 | 37   |
| 15 | Cardiff City            | 42 | 13 | 11 | 18 | 60  | 85  | 0.706 | 37   |
| 16 | West Ham United         | 42 | 13 | 10 | 19 | 77  | 88  | 0.875 | 36   |
| 17 | Fulham                  | 42 | 14 | 8  | 20 | 72  | 95  | 0.758 | 36   |
| 18 | Bolton Wanderers        | 42 | 12 | 11 | 19 | 58  | 73  | 0.795 | 35   |
| 19 | Birmingham City         | 42 | 14 | 6  | 22 | 62  | 84  | 0.738 | 34   |
| 20 | Blackpool               | 42 | 12 | 9  | 21 | 68  | 73  | 0.932 | 33   |
| 21 | Newcastle United        | 42 | 11 | 10 | 21 | 86  | 109 | 0.789 | 32   |
| 22 | Preston North End       | 42 | 10 | 10 | 22 | 43  | 71  | 0.606 | 30   |

### Second Division
|    |                        | M  | GY | D  | V  | LG  | KG | GA    | Pont |
| -- | ---------------------- | -- | -- | -- | -- | --- | -- | ----- | ---- |
| 1  | Ipswich Town           | 42 | 26 | 7  | 9  | 100 | 55 | 1.818 | 59   |
| 2  | Sheffield United       | 42 | 26 | 6  | 10 | 81  | 51 | 1.588 | 58   |
| 3  | Liverpool              | 42 | 21 | 10 | 11 | 87  | 58 | 1.500 | 52   |
| 4  | Norwich City           | 42 | 20 | 9  | 13 | 70  | 53 | 1.321 | 49   |
| 5  | Middlesbrough          | 42 | 18 | 12 | 12 | 83  | 74 | 1.122 | 48   |
| 6  | Sunderland             | 42 | 17 | 13 | 12 | 75  | 60 | 1.250 | 47   |
| 7  | Swansea Town           | 42 | 18 | 11 | 13 | 77  | 73 | 1.055 | 47   |
| 8  | Southampton            | 42 | 18 | 8  | 16 | 84  | 81 | 1.037 | 44   |
| 9  | Scunthorpe United      | 42 | 14 | 15 | 13 | 69  | 64 | 1.078 | 43   |
| 10 | Charlton Athletic      | 42 | 16 | 11 | 15 | 97  | 91 | 1.066 | 43   |
| 11 | Plymouth Argyle        | 42 | 17 | 8  | 17 | 81  | 82 | 0.988 | 42   |
| 12 | Derby County           | 42 | 15 | 10 | 17 | 80  | 80 | 1.000 | 40   |
| 13 | Luton Town             | 42 | 15 | 9  | 18 | 71  | 79 | 0.899 | 39   |
| 14 | Leeds United           | 42 | 14 | 10 | 18 | 75  | 83 | 0.904 | 38   |
| 15 | Rotherham United       | 42 | 12 | 13 | 17 | 65  | 64 | 1.016 | 37   |
| 16 | Brighton & Hove Albion | 42 | 14 | 9  | 19 | 61  | 75 | 0.813 | 37   |
| 17 | Bristol Rovers         | 42 | 15 | 7  | 20 | 73  | 92 | 0.793 | 37   |
| 18 | Stoke City             | 42 | 12 | 12 | 18 | 51  | 59 | 0.864 | 36   |
| 19 | Leyton Orient          | 42 | 14 | 8  | 20 | 55  | 78 | 0.705 | 36   |
| 20 | Huddersfield Town      | 42 | 13 | 9  | 20 | 62  | 71 | 0.873 | 35   |
| 21 | Portsmouth             | 42 | 11 | 11 | 20 | 64  | 91 | 0.703 | 33   |
| 22 | Lincoln City           | 42 | 8  | 8  | 26 | 48  | 95 | 0.505 | 24   |

### Third Division
|    |                                 | M  | GY | D  | V  | LG  | KG  | GA    | Pont |
| -- | ------------------------------- | -- | -- | -- | -- | --- | --- | ----- | ---- |
| 1  | Bury                            | 46 | 30 | 8  | 8  | 108 | 45  | 2.400 | 68   |
| 2  | Walsall                         | 46 | 28 | 6  | 12 | 98  | 60  | 1.633 | 62   |
| 3  | Queens Park Rangers             | 46 | 25 | 10 | 11 | 93  | 60  | 1.550 | 60   |
| 4  | Watford                         | 46 | 20 | 12 | 14 | 85  | 72  | 1.181 | 52   |
| 5  | Notts County                    | 46 | 21 | 9  | 16 | 82  | 77  | 1.065 | 51   |
| 6  | Grimsby Town                    | 46 | 20 | 10 | 16 | 77  | 69  | 1.116 | 50   |
| 7  | Port Vale                       | 46 | 17 | 15 | 14 | 96  | 79  | 1.215 | 49   |
| 8  | Barnsley                        | 46 | 21 | 7  | 18 | 83  | 80  | 1.038 | 49   |
| 9  | Halifax Town                    | 46 | 16 | 17 | 13 | 71  | 78  | 0.910 | 49   |
| 10 | Shrewsbury Town                 | 46 | 15 | 16 | 15 | 83  | 75  | 1.107 | 46   |
| 11 | Hull City                       | 46 | 17 | 12 | 17 | 73  | 73  | 1.000 | 46   |
| 12 | Torquay United                  | 46 | 14 | 17 | 15 | 75  | 83  | 0.904 | 45   |
| 13 | Newport County                  | 46 | 17 | 11 | 18 | 81  | 90  | 0.900 | 45   |
| 14 | Bristol City                    | 46 | 17 | 10 | 19 | 70  | 68  | 1.029 | 44   |
| 15 | Coventry City                   | 46 | 16 | 12 | 18 | 80  | 83  | 0.964 | 44   |
| 16 | Swindon Town                    | 46 | 14 | 15 | 17 | 62  | 55  | 1.127 | 43   |
| 17 | Brentford                       | 46 | 13 | 17 | 16 | 56  | 70  | 0.800 | 43   |
| 18 | Reading                         | 46 | 14 | 12 | 20 | 72  | 83  | 0.867 | 40   |
| 19 | Bournemouth & Boscombe Athletic | 46 | 15 | 10 | 21 | 58  | 76  | 0.763 | 40   |
| 20 | Southend United                 | 46 | 14 | 11 | 21 | 60  | 76  | 0.789 | 39   |
| 21 | Tranmere Rovers                 | 46 | 15 | 8  | 23 | 79  | 115 | 0.687 | 38   |
| 22 | Bradford City                   | 46 | 11 | 14 | 21 | 65  | 87  | 0.747 | 36   |
| 23 | Colchester United               | 46 | 11 | 11 | 24 | 68  | 101 | 0.673 | 33   |
| 24 | Chesterfield                    | 46 | 10 | 12 | 24 | 67  | 87  | 0.770 | 32   |

### Fourth Division
|    |                      | M  | GY | D  | V  | LG  | KG  | GA    | Pont |
| -- | -------------------- | -- | -- | -- | -- | --- | --- | ----- | ---- |
| 1  | Peterborough United  | 46 | 28 | 10 | 8  | 134 | 65  | 2.062 | 66   |
| 2  | Crystal Palace       | 46 | 29 | 6  | 11 | 110 | 69  | 1.594 | 64   |
| 3  | Northampton Town     | 46 | 25 | 10 | 11 | 90  | 62  | 1.452 | 60   |
| 4  | Bradford Park Avenue | 46 | 26 | 8  | 12 | 84  | 74  | 1.135 | 60   |
| 5  | York City            | 46 | 21 | 9  | 16 | 80  | 60  | 1.333 | 51   |
| 6  | Millwall             | 46 | 21 | 8  | 17 | 97  | 86  | 1.128 | 50   |
| 7  | Darlington           | 46 | 18 | 13 | 15 | 78  | 70  | 1.114 | 49   |
| 8  | Workington           | 46 | 21 | 7  | 18 | 74  | 76  | 0.974 | 49   |
| 9  | Crewe Alexandra      | 46 | 20 | 9  | 17 | 61  | 67  | 0.910 | 49   |
| 10 | Aldershot            | 46 | 18 | 9  | 19 | 79  | 69  | 1.145 | 45   |
| 11 | Doncaster Rovers     | 46 | 19 | 7  | 20 | 76  | 78  | 0.974 | 45   |
| 12 | Oldham Athletic      | 46 | 19 | 7  | 20 | 79  | 88  | 0.898 | 45   |
| 13 | Stockport County     | 46 | 18 | 9  | 19 | 57  | 66  | 0.864 | 45   |
| 14 | Southport            | 46 | 19 | 6  | 21 | 69  | 67  | 1.030 | 44   |
| 15 | Gillingham           | 46 | 15 | 13 | 18 | 64  | 66  | 0.970 | 43   |
| 16 | Wrexham              | 46 | 17 | 8  | 21 | 62  | 56  | 1.107 | 42   |
| 17 | Rochdale             | 46 | 17 | 8  | 21 | 60  | 66  | 0.909 | 42   |
| 18 | Accrington Stanley   | 46 | 16 | 8  | 22 | 74  | 88  | 0.841 | 40   |
| 19 | Carlisle United      | 46 | 13 | 13 | 20 | 61  | 79  | 0.772 | 39   |
| 20 | Mansfield Town       | 46 | 16 | 6  | 24 | 71  | 78  | 0.910 | 38   |
| 21 | Exeter City          | 46 | 14 | 10 | 22 | 66  | 94  | 0.702 | 38   |
| 22 | Barrow               | 46 | 13 | 11 | 22 | 52  | 79  | 0.658 | 37   |
| 23 | Hartlepools United   | 46 | 12 | 8  | 26 | 71  | 103 | 0.689 | 32   |
| 24 | Chester              | 46 | 11 | 9  | 26 | 61  | 104 | 0.587 | 31   |

M = Játszott mérkőzések; GY = Megnyert mérkőzések; D = Döntetlen mérkőzések; V = Elvesztett mérkőzések; LG = Lőtt gólok; KG = Kapott gólok; GA = Gólátlag; Pont = Szerzett pontok